# Memorial de Guerra Soviético (Treptower Park)

Panorama do Memorial Soviético de Treptow, construído com o mármore da Chancelaria do Reich

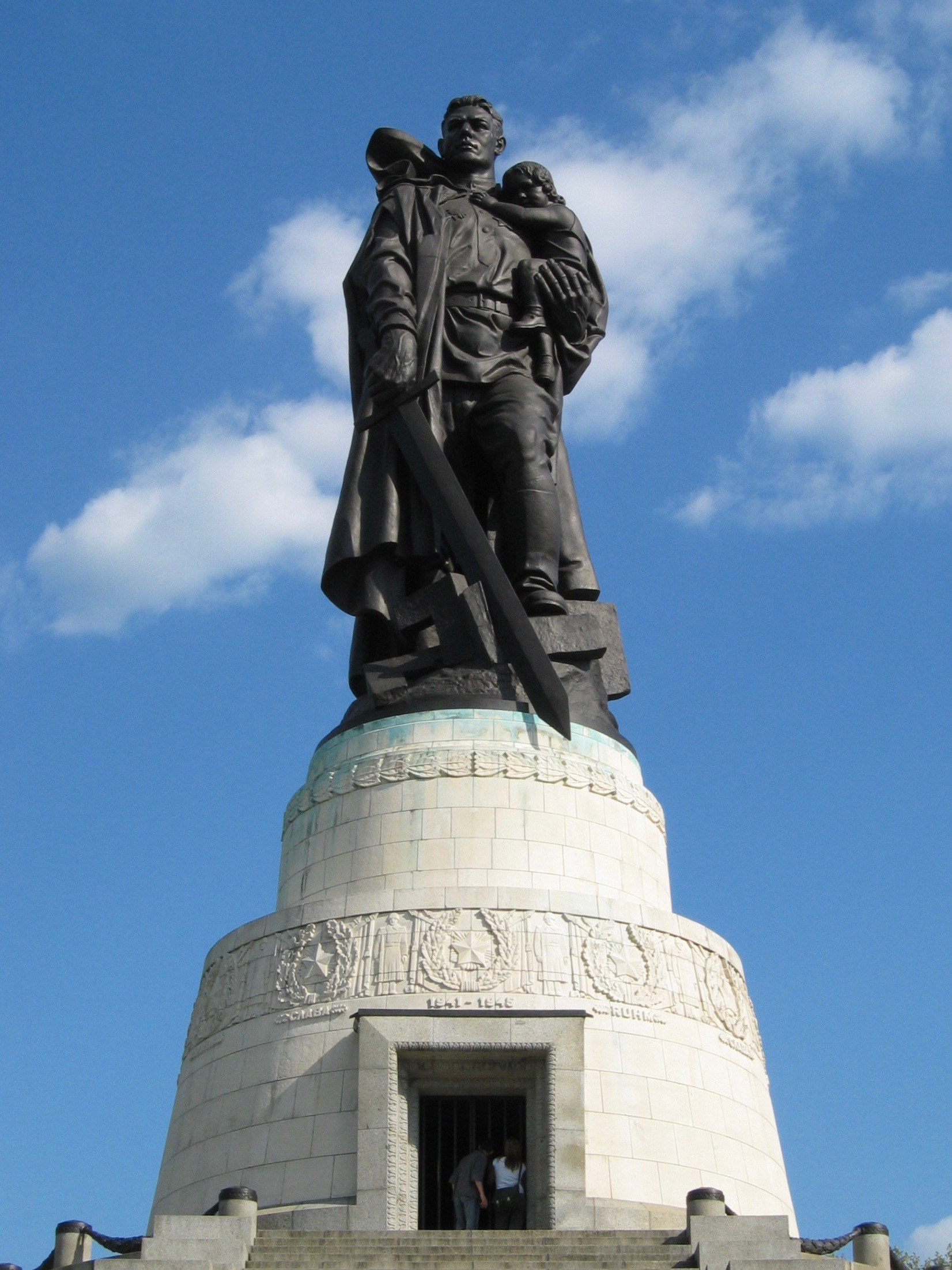
Escultura marca onde estão enterrados 5 mil soldados do Exército Vermelho mortos em Berlim, de 16 de abril a 2 de maio de 1945

O memorial foi erguido após a Segunda Guerra Mundial por Yakov Belopolsky, de 1946 a 1949, nas margens do rio Spree. Com área de 100.000 m², o memorial foi construído para homenagear os 80.000 soldados vermelhos que perderam suas vidas na batalha de Berlim, sendo também um cemitério, onde estão sepultados 5 mil soldados mortos durante a batalha.

## História
Na conclusão da Segunda Guerra Mundial, três memoriais de guerra soviéticos foram construídos em Berlim para homenagear as mortes soviéticas na Segunda Guerra Mundial , especialmente as 80.000 que morreram durante a Batalha de Berlim. Os memoriais não são apenas comemorativos, mas também servem como cemitérios para os mortos.
Um concurso foi anunciado logo após o final da guerra pelo design do parque. A competição atraiu 33 inscrições, com o design final híbrido das propostas do arquiteto Jakow S. Belopolski, do escultor Yevgeny Vuchetich, do pintor Alexander A. Gorpenko e do engenheiro Sarra S. Walerius. As esculturas, relevos e "Flammenschalen" (tigelas de chama) de 2,5 metros de diâmetro foram fundidos no Kunstgießerei Lauchhammer em 1948.  O memorial em si foi construído no Treptower Park em terreno anteriormente ocupado por um campo desportivo. O memorial foi concluído em 1949. Havia rumores de que os restos da Chancelaria do Reichtinha sido usado para a construção do memorial, mas nada disso é verdade. 
Na época da Queda do Muro de Berlim, pessoas desconhecidas vandalizaram partes do memorial com pichações anti-soviéticas. O partido espartaquista afirmou que os vândalos eram extremistas de direita e organizou uma manifestação em 3 de janeiro de 1990, apoiada pelo PDS; 250.000 cidadãos da RDA participaram. Por meio das manifestações, o partido recém-formado permaneceu fiel às raízes comunistas de seu partido fundador e tentou obter influência política. A Liga Comunista Internacionalista falou com a multidão. Eles observaram que "pela primeira vez em 60 anos, os trotskistas se dirigiram a uma audiência de massa em um estado operário. Os participantes e os que ouviam rádio e TV ouviram dois programas contrários: o do SED stalinista e o do ICL trotskista".  presidente do PDS, Gregor Gysi, aproveitou a oportunidade para pedir um Verfassungsschutz ("Proteção Constitucional") para a RDA e questionou se o Amt für Nationale Sicherheit (Departamento de Segurança Nacional, sucessor da Stasi ) deveria ser reorganizado ou não. O historiador Stefan Wolle acredita que os oficiais da Stasi podem estar por trás do vandalismo, pois temiam por seus empregos.